# Темник (селище)
Темник (рос. Темник) — селище Селенгинського району, Бурятії Росії. Входить до складу Сільського поселення Темник.
Населення —  599 осіб (2015 рік). 